# Bantudiaspis loranthi
Bantudiaspis loranthi är en insektsart som först beskrevs av Hall 1928.  Bantudiaspis loranthi ingår i släktet Bantudiaspis och familjen pansarsköldlöss.
Artens utbredningsområde är Zimbabwe. Inga underarter finns listade i Catalogue of Life.